# György Vizvári
György Vizvári (Boedapest, 18 december 1928 – Boedapest, 30 juli 2004) was een Hongaars waterpolospeler.
Vizvári won met zijn ploeggenoten de gouden medaille tijdens de Olympische Zomerspelen 1952 in het Finse Helsinki. Vizvári speelde mee in alle zeven wedstrijden.
Róbert Antal · 
Antal Bolvári · 
Dezső Fábián · 
Dezső Gyarmati · 
István Hasznos · 
László Jeney · 
György Kárpáti · 
Dezső Lemhényi · 
Kálmán Markovits · 
Miklós Martin · 
Károly Szittya · 
István Szívós sr. · 
György Vizvári
- International Standard Name Identifier: 0000 0000 7949 5915
- Virtual International Authority File: 121508615